# Martin Fay
Martin Fay (* 19. September 1936 in Dublin, Irland; † 14. November 2012) war ein irischer Musiker.
Bereits als Kind erhielt er Geigenunterricht. Er spielte mit 18 im Abbey Theatre Orchestra und wurde von Seán Ó Riada entdeckt, der ihn in seine Band „Ceoltóirí Chuallan“ holte. Aus dieser Band ging es nahtlos in die Chieftains über, deren Mitglied er von 1962 bis 2002 blieb. Neben dem jüngeren Geiger Seán Keane war er der Geiger für die ruhigeren Stücke der Band. Mit 66 Jahren stieg er aus und blieb nur in seiner Heimat ein Mitglied der Band, das Reisen wurde zu viel. Er war der einzige Chieftain, der nie ein Solowerk produzierte.